# Jan II Kazimierz Waza
Jan II Kazimierz Waza (tiếng Đức: Johann II. Kasimir Wasa; tiếng Litva: Jonas Kazimieras Vaza; ngày 22 tháng 3 năm 1609 - 16 tháng 12 năm 1672) là Vua Ba Lan và Công tước của Litva trong thời đại của Thịnh vượng chung Ba Lan - Lietuva, Công tước Opole ở Thượng Silesia, và vị vua trên danh nghĩa của Thụy Điển 1648–1660. Ở Ba Lan, ông được biết đến và thường được gọi là Jan Kazimierz. Cha mẹ ông là Zygmunt III Waza (1566–1632) và Constance of Austria (1588–1631). Anh trai của ông là người tiền nhiệm: Władysław IV Vasa.
Sự nghiệp chính trị của ông bắt đầu từ năm 1638 khi Jan sang Genoa (Italia) đàm phán với Felipe IV của Tây Ban Nha nhằm chống Pháp, nhưng tàu của ông bị đắm và ông bị bắt giữ và theo lệnh của Hồng y Richelieu và bị cầm tù tại Vincennes. Jan bị giam được 2 năm thì được thả do lời hứa không chống Pháp của vua anh. Jan đi qua nhiều nước châu Âu, được Giáo hoàng phong làm Hồng y. Trở về nước, Jan II chính thức trở thành tin đồ Công giáo và cưới người vợ góa của vua anh, hoàng hậu Marie Louise Gonzaga. Triều đại của ông bắt đầu với một loạt những khó khăn do cuộc Nổi loạn Khmelnytsky, quyền lực của nhà vua càng giảm dần do sự vươn lên của quý tộc.
Nga và Thụy Điển nhanh chóng lợi dụng triều đình Ba Lan đang khủng hoảng để khởi sự tấn công. George II Rakoczy của Transylvania cũng xâm chiếm lãnh thổ Ba Lan, trong khi vua Karl X của Thụy Điển tấn công khắp đất Ba Lan, và chiếm Kraków (1655) buộc Jan II chạy trốn đến Silesia. Ngay sau đó, quý tộc Stefan Czarniecki tập hợp lực lượng mạnh để rồi đánh tan tác quân Thụy Điển, người Transylvania, Cossacks và người Nga ở nhiều nơi, buộc các nước gây chiến này ký hòa ước với Ba Lan. Sau các hòa ước này, Ba Lan mất dần ảnh hưởng tại Nga và quân Cossack, các tỉnh trên bờ biển Baltic và Dnepr
Những âm mưu của vợ ông ủng hộ Công tước Enghien kế vị và cuộc nổi loạn của Hetman Jerzy Sebastian Lubomirski đã buộc nhà vua phải thoái vị năm 1668, lưu vong sang Pháp và mất tại đó. Hậu duệ xa của ông là Michał I sẽ kế vị

## Cuộc sống ban đầu
Jan Kazimierz sinh tại Kraków vào ngày 22 tháng 3 năm 1609, con trai của Zygmunt III Waza. Sigismund vì mối hận đã mất ngôi vua Thụy Điển vào tay Công tước Karl nên gây chiến tranh Ba Lan - Thụy Điển từ 1600–1629. Ba Lan và Thụy Điển cũng ở hai phe đối lập trong cuộc Chiến tranh Ba mươi năm (1618–1648), mặc dù Ba Lan né tránh xung đột trực tiếp với các nước trong cuộc chiến, thay vào đó hỗ trợ phần Habsburg và Công giáo của Áo.
Cuộc sống thời niên thiếu của Jan bị chìm ngập trong bóng tối do ảnh hưởng quá lớn của vua anh, Władysław IV Vasa. Ông có vài người bạn trong giới quý tộc Ba Lan, Jan được biết như một người sống bí ẩn, chiêm nghiệm tôn giáo và không thân thiện với mọi người xung quanh. Dù không có quyền lực nhiều, Jan đã thể hiện tài năng như một chỉ huy quân sự, thể hiện khả năng của mình trong cuộc chiến Smolensk chống lại Nga (1633).

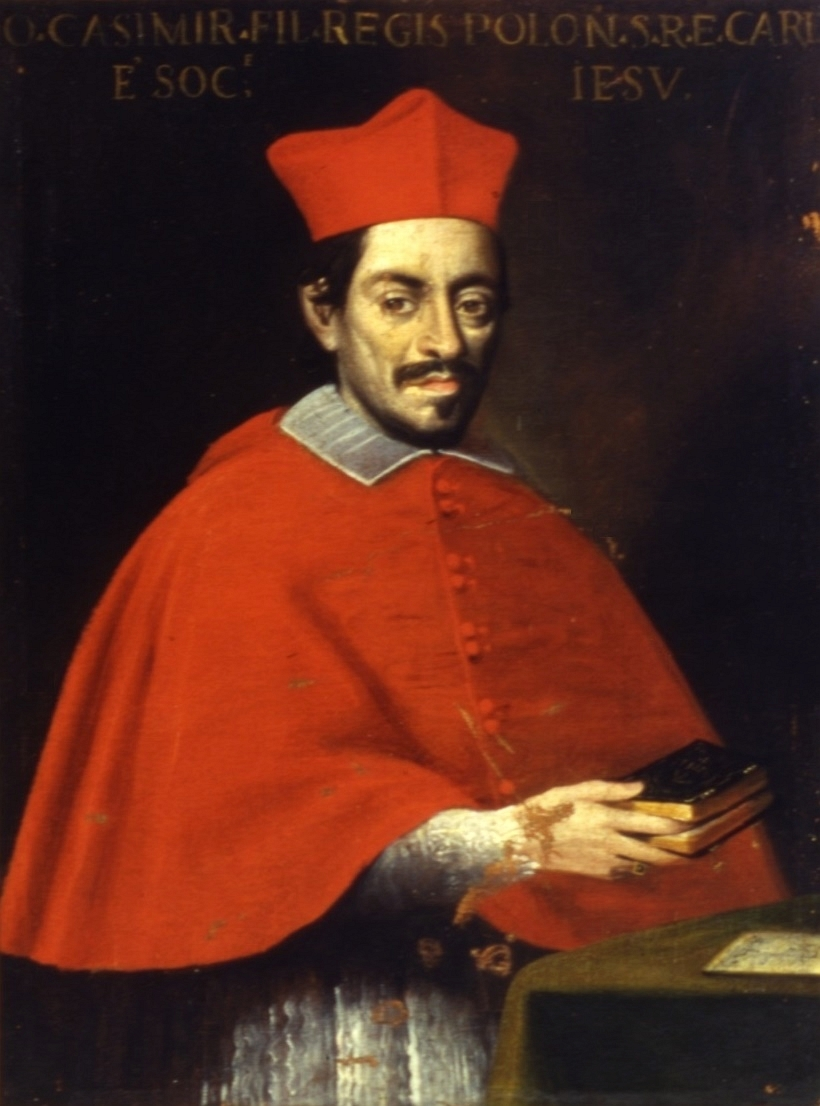
Chân dung của Jan Casimir Vasa trong trang phục của một hồng y, năm 1646. Tác giả chân dung hiện không rõ.

Giữa năm 1632 và 1635, Władysław IV tìm cách thiết lập cuộc hôn nhân của Jan Casimir với Christina của Thụy Điển, rồi đến một công chúa Ý, nhưng vô ích. Thay vào đó, vua anh cử Jan đến làm Đại sứ ở Vienne nhưng ông đã từ chối để sang Đế quốc La Mã thần thánh để chiến đấu chống lại người Pháp. Bị thua trong cuộc chiến, Jan trở về sống xa hoa ở Vienne để tiếp thu ảnh hưởng Công giáo từ Hoàng đế.
Năm 1636, ông trở lại Thịnh vượng chung Ba Lan - Lietuva và yêu Baroness Guldentern, nhưng mong muốn kết hôn với bà bị cản trở bởi vua Władysław. Để giảm thiệt thòi cho người em, Władysław cố gắng cho ông làm Công tước Courland nhưng bi Nghị viện cản trở. Đến năm 1638, Hoàng tử Jan sang Tây Ban Nha để nhận chức Phó vương Bồ Đào Nha, nhưng bị tàu Pháp chặn lại và bị cầm tù cho đến năm 1640 thì được tha về.
Năm 1641, Jan quyết định trở thành tu sĩ Dòng Tên và rời Ba Lan sang Đức. Năm 1643, ông gia nhập Dòng Tên, chống lại phe đối lập với vua Władysław, gây ra một sự rạn nứt ngoại giao giữa Khối Thịnh vượng chung và Giáo hoàng. Jan đã được Giáo hoàng Urbanô VIII gia phong làm hồng y, nhưng đến tháng 12 năm 1646, thấy mình không phù hợp với cuộc sống giáo hội, ông trở về Ba Lan để tham gia cuộc bầu cử cho ngai vàng Ba Lan - Lietuva (tháng 10/1647).

## Vua Ba Lan
Năm 1648, Jan được Quốc hội Ba Lan bầu ra để kế vị người anh cùng cha khác mẹ trên ngai vàng Ba Lan, hiệu là Jan II Kazimierz. Đầu triều đại, quân Thụy Điển và quân Nga liên tiếp đánh vào quân của Khối thịnh vượng chung. Để cổ vũ cho cuộc phản công chống giặc, nhà vua Jan II đi đến nhà thờ Latinh ở Lwów (tháng 4/1656) để cầu nguyện, thề sẽ bảo vệ đất nước đến cùng. Lời thề của nhà vua đã khích lệ quân dân Khối thịnh vượng chung đẩy lui thành công các cuộc tấn công của quân Thụy Điển và quân Nga (1654 - 1657), nhưng đất nước bị tàn phá nặng nề và Nghị viện thâm hụt kinh phí.
Sau các cuộc chiến tranh, Khối thịnh vượng chung tụt dốc thảm hại: Dịch bệnh lan tràn làm dân số giảm từ 11 xuống còn 7 triệu người. Số lượng cư dân của Kraków và Warsaw giảm từ hai phần ba xuống còn một nửa. Thành phố Vilnius, thủ phủ của Đại vương công Lietuva, đã bị đốt cháy hoàn toàn và phá hủy bởi những kẻ xâm lược. Cuộc nổi dậy Khmelnytsky giết hại nhiều người Do Thái ở Ukraine. Kinh tế giảm sút nghiêm trọng: Năng suất nông nghiệp giảm đáng kể do tình trạng thiếu lao động, sự phá hủy của nhiều công trình nông nghiệp và nông cụ, và mất nhiều gia súc. Mạng lưới hội chợ thương mại quốc tế năng động cũng sụp đổ. Xuất khẩu ngũ cốc, đã đạt đến đỉnh điểm vào đầu thế kỷ 17, không thể khắc phục sự cân bằng thương mại không thuận lợi với Tây Âu. Nhiều kho báu nghệ thuật quý giá bị người Thụy Điển tham gia cướp bóc có hệ thống.

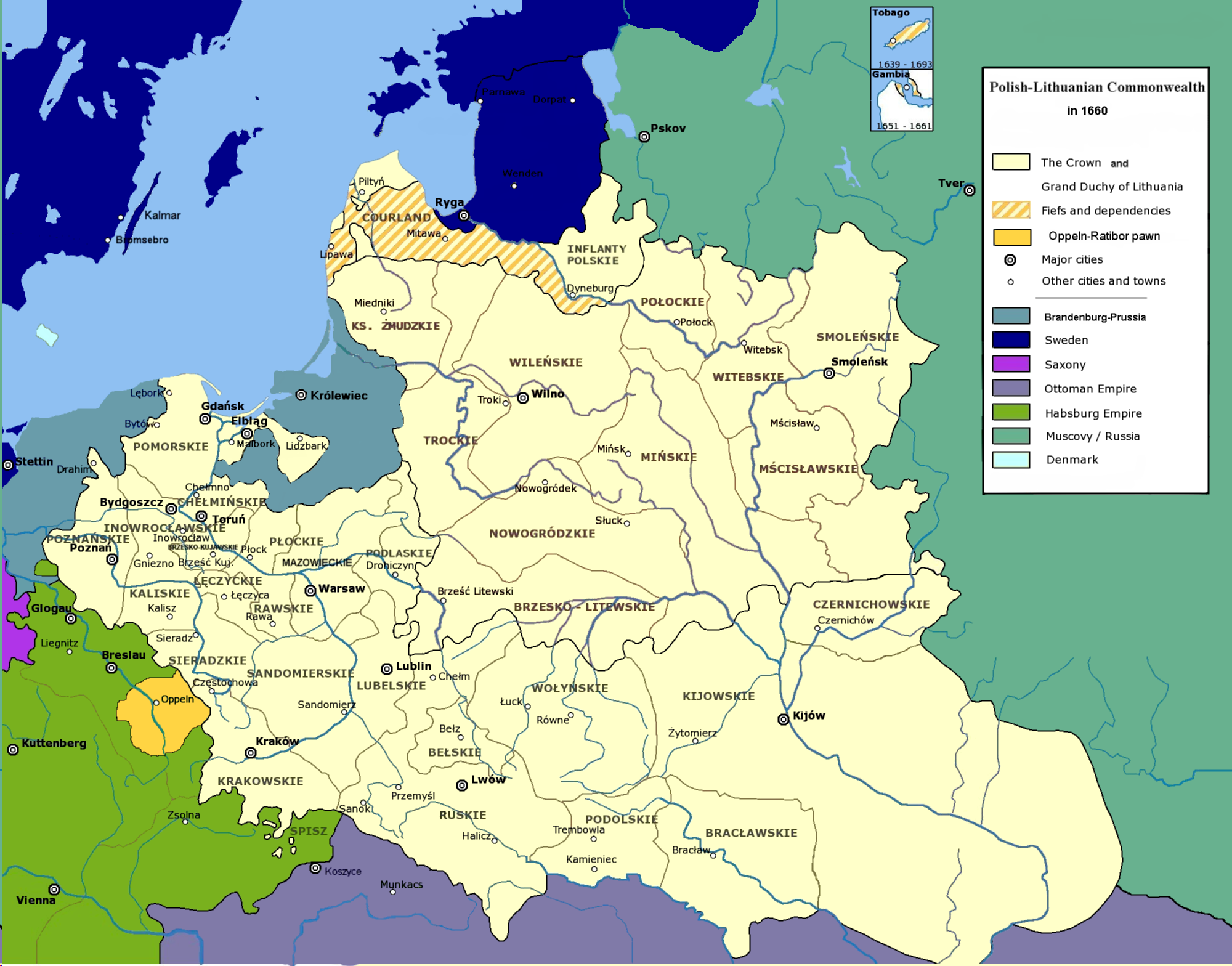
Lãnh thổ Khối thịnh vượng chung Ba Lan-Lithuania năm 1660.

Sau cuộc khủng hoảng này, Khối thịnh vượng chung lại được phục hồi nhưng không còn mạnh mẽ như trước. Ngân sách nhà nước trong nửa sau của thế kỷ lên tới 10-11 triệu złotys, chín phần mười của nó đã phục vụ cho mục đích quân sự, so với một nửa ở Brandenburg và hơn ba phần năm ở Pháp và Nga. Cùng với đội quân mạnh mẽ, các quý tộc muốn có chiến tranh mà không muốn phòng thủ. Các quý tộc hài lòng khi nhà vua đặt sự bảo vệ đất nước trong tay đức Thánh Maria.
Năm 1660, Jan II buộc phải từ bỏ yêu sách của mình lên ngai vàng Thụy Điển và thừa nhận chủ quyền của Thụy Điển đối với Livonia và thành phố Riga ở Latvia ngày nay.
Jan II đã kết hôn với người vợ góa của anh trai mình, Marie Louise Gonzaga (Ba Lan: Maria Ludwika) và họ có hai con: John Sigismund Vasa (chết sau khi sinh vài tháng, 1652) và Maria Anna Theresa Vasa (chết khi mới 1 tuổi). Marie Louise đột nhiên qua đời vào năm 1667 làm nhà vua suy sụp hoàn toàn.

## Thoái vị và lưu vong
Vào ngày 16 tháng 9 năm 1668, đau buồn sau cái chết của vợ ông trong năm trước, Jan II Casimir thoái vị ngai vàng của Thịnh vượng chung Ba Lan và lưu vong sang Pháp, trở thành tu sĩ Dòng Tên và trụ trì của Tu viện Saint-Germain -des-Prés ở Paris. Sau khi Michał Korybut Wiśniowiecki (Michael I) qua đời năm 1673, ông dự định trở về Ba Lan để chúc mừng vua mới: Jan III Sobieski, nhưng ông bị bệnh nên phải quay về. Tin tức về Kamieniec Podolski bị bắt giữ bởi người Ottoman làm bệnh tình của ông nghiêm trọng hơn. Mặc dù được các y sĩ người Pháp giúp đỡ, cựu vương Ba Lan lưu vong Jan II đã không thể qua khỏi, vào ngày 16 tháng 12 năm 1672 vì bị apoplexy, và được chôn cất tại Nhà thờ Wawel ở Kraków.
Jan II sống lưu vong bên ngoài mà không để lại một người kế vị hợp pháp. Nghị viện đã họp và đã bầu Michał I lên ngôi vua